# Campeonato Timorense de Futebol - Segunda Divisão
A Liga Futebol Timor-Leste - Segunda Divisão é o segundo nível do Campeonato Timorense de Futebol. É organizada pela Federação de Futebol de Timor-Leste.
A primeira edição foi realizada em 2016, com o nome de Liga Futebol Amadora, e contou com 13 times participantes. Em 2020, o torneio alterou seu nome para a atual denominação.

## Sistema de Disputa
O sistema de disputa tem variado ao longo dos anos, sendo que até 2022 os times eram, geralmente, divididos em dois grupos, jogando entre si em turno único. Atualmente, a disputa é realizada em formato de todos contra todos.
Ao final do torneio, as duas melhores equipas são promovidas para a Primeira Divisão da Liga Futebol e as duas piores rebaixadas para a Terceira Divisão.

## Histórico
Todos os jogos da primeira edição, em 2016, foram realizados no Estádio Municipal de Dili. Neste torneio, não houve rebaixamento ou despromoção. Já na segunda edição, em 2017, as partidas foram realizadas nos estádios das cidades de Baucau e Maliana, seguindo-se uma tabela de turno e returno, havendo ao final 4 times rebaixados.
Em maio de 2017, foi realizado o primeiro torneio da 3ª Divisão do campeonato, que classificou 3 equipas para a Segunda Divisão do ano seguinte, que passou a contar com 12 times participantes.
Em 2018, o formato do campeonato foi novamente alterado: as equipas não mais foram divididas em dois grupos, mas jogaram entre si em um só grupo de 12 times, em turno único. Ao final do torneio, as duas melhores equipas na tabela foram promovidas para a 1ª Divisão.
Em 2019, o torneio voltou a ser disputado em seu formato inicial, com as 12 equipes divididas em dois grupos. Ao final, a melhor equipa de cada grupo foi promovida para a Primeira Divisão, enquanto a pior equipa de cada grupo foi rebaixada para a 3ª Divisão do ano seguinte.
Em 2020, o torneio ficou em suspenso, assim como as outras divisões do país, devido à pandemia de COVID-19. A edição 2020-21 da 2ª Divisão acabou sendo realizada apenas em outubro de 2021, classificando excepcionalmente 4 times para a liga principal, que teve um aumento no número de equipas.
A edição de 2022-23 contou com um número reduzido de clubes (apenas 8), por conta de algumas desistências e da falta de equipes promovidas da 3ª Divisão. Desta forma, o formato de todos contra todos em turno único voltou a ser utilizado. O mesmo cenário repetiu-se para edição 2024-25, que contou apenas com 7 equipas participantes, o menor número desde a criação da liga.

## Resultados
| Ano     | Times | Campeão           | Placar          | Vice           | Rebaixamento |
| ------- | ----- | ----------------- | --------------- | -------------- | ------------ |
| 2005-14 |       | não realizado     |                 |                |              |
| 2015-16 | 13/13 | Cacusan CF        | 2:1             | Zebra F.C.     | não houve    |
| 2017    | 13/13 | Atlético Ultramar | 2:0             | DIT FC         | 4 times      |
| 2018    | 12/12 | Assalam F.C.      | não houve final | Lalenok United | não houve    |
| 2019    | 12/12 | DIT FC            | 3:1             | Aitana         | 2 times      |
| 2020-21 | 11/12 | Emmanuel FC       | 2:0             | F.C. Académica | não houve    |
| 2022-23 | 8/10  | DIT FC            | não houve final | Marca FC       | 2 timesNT    |
| 2024-25 | 7/8   |                   | em breve        |                | 2 times      |

NTAs duas equipes desistentes da edição 2022-23 foram rebaixadas automaticamente.

## Ligações Externas
- Liga Futebol Amadora - Página oficial no Facebook